# Китайско-мальдивские отношения
Китайско-мальдивские отношения — двусторонние отношения между Китайской Народной Республикой и Мальдивами. У Китая имеется посольство в Мале, а Мальдивы в 2009 году открыли посольство в Пекине. Дипломатические отношения между странами были установлены в 1972 году.

## Визиты на высоком уровне
В мае 2011 года У Банго, председатель Всекитайского собрания народных представителей и постоянный член комитета Политбюро, посетил Мальдивы В октябре 2012 года Ли Чанчунь, член Постоянного комитета Политбюро Компартии Китая, провёл встречу с мальдивским президентом Мохаммедом Вахидом Хассаном. Ли Чанчунь сказал, что Китай будет продолжать оказывать помощь Мальдивам в соответствии со своими возможностями, с целью развивать социально-экономический рост и инфраструктуру этой страны. В сентябре 2014 года Си Цзиньпин, президент и генеральный секретарь Коммунистической партии Китая, провёл встречу с президентом Мальдив Абдуллой Ямином.

## Реакция Индии
Правительство Индии выражает озабоченность по поводу растущего влияния Китая на Мальдивах, а также о намерениях Китая создать военную базу в мальдивском городе Марао.

## Отношения Мальдив с Гонконгом
В 2016 году было подписано Соглашение о свободной торговле между Мальдивами и Гонконгом. Основные положения Соглашения: устранение или снижение пошлин, либерализация нетарифных барьеров, создание условий для развития двусторонней торговле, упрощение таможенных процедур, защита и поощрение инвестиций, либерализация торговли, создание правового механизма для разрешения возникших споров. Отношения между Мальдивами и Гонконгом завязаны на экономических, социальных и культурных аспектах, так как Гонконг не имеет права заключать военные соглашения с зарубежными странами.